# Tukangbesi
Tukangbesi, auch Binongko, ist eine auf den Tukangbesi-Inseln in Südostsulawesi gesprochene Sprache. Sie gehört zu den malayo-polynesischen Sprachen innerhalb der austronesischen Sprachen. Es gibt einen nördlichen und einen südlichen Dialekt.